# Laura Morante
Laura Nerina Morante (* 21. srpna 1956 Santa Fiore, Itálie) je italská herečka a režisérka. Je neteří spisovatelky Elsy Morante. 
Věnovala se tanci, v osmnácti letech nastoupila do divadelní společnosti Carmela Beneho, roku 1980 natočila svůj první film. Hrála v televizních seriálech Goya a Dreyfusova aféra a ve filmech Tragédie směšného člověka (režie Bernardo Bertolucci), Příběh Piery (režie Marco Ferreri), Synův pokoj (režie Nanni Moretti), Tanečník seshora (režie John Malkovich) nebo Zbloudilá srdce (režie Alain Resnais). V roce 2012 debutovala jako režisérka filmem Třešnička na dortu, natočeném podle vlastního scénáře, za který získala cenu Donatellův David.